# Etyek–Budai borvidék
Az Etyek–Budai borvidék a Felső-Pannon borrégió legkeletibb, a Buda, Etyek és a Velencei-tó környéki szőlőket felölelő része, Magyarország egyik legismertebb borvidéke. Teljes termőterülete 5632 ha, ebből 3927 ha I. osztályú. A szőlőültetvények területe az egész termőhelynek csak 30%-a, 1695 ha. Akárcsak a régió többi borvidékén, itt is szinte kizárólag fehérborokat termelnek, jellemzően reduktív technológiával. Talajai jellemzően mészkő, dolomit vagy homokkő alapkőzeten alakultak ki.

## Történelme
Az Árpád-házi királyok alatt már virágzott itt a szőlőtermesztés, és az itt élő emberek megélhetésének fő forrásává vált. Sok szerb (rác) telepedett le ezen a környéken. Ennek köszönhetően a török hódoltság után főleg a vörösbor készítése volt túlsúlyban. 1830 körül a nagyvárosokban a lakosság inkább a fehérbort kereste, így a budai vidéken is arra kényszerültek, hogy egyre több fehérborszőlő fajtát szaporítsanak. A 19. század végétől a Törley-család híres pezsgőihez szükséges fehérbort is e térségben termelték.
A filoxérajárvány és a rendszerváltás közötti megközelítőleg száz évben a Buda-környéki területek nem számítottak hivatalosan elismert borvidéknek, mert a filoxéra szinte minden szőlőt kipusztított itt, helyette a lakosság jelentős részben a gyümölcstermesztésre állt rá, szőlőt pedig kevés kivétellel csak háztáji vagy kisüzemi viszonyok között termeltek, azok is főleg gyenge minőségű, bár a filoxérának ellenálló direkttermő fajták voltak. A terület 1989-ben nyerte vissza a bortörvény szerinti borvidéki besorolást, nagyrészt Báthori Tibor és Gombai Nagy Tibor borászok személyes kezdeményezésének köszönhetően.

## Hegyközségei
- Etyeki Hegyközség – ide tartoznak a borvidék középső részének települései, Etyek és közvetlen környéke. Legészakabbi települése Biatorbágy, a legdélebbi Martonvásár; a legnyugatibb települése Vál, a legkeletibb Budafok. Ide tartozó borvidéki települések még: Gyúró és Kajászó. A hegyközséghez közigazgatási eljárások ellátásában tartozó, nem borvidéki települések: Budapest összes kerületének adóraktárai, Budaörs, Diósd, Érd, Sóskút, Tabajd és Tárnok[1]

- Nyakas Hegyközség (vagy Budai körzet) – a borvidék északi része mintegy 400 hektárnyi szőlőterülettel, legdélebbi települése Alcsútdoboz, a legészakabbi Pilisborosjenő; a legnyugatibb Felcsút, a legkeletibb Üröm. Ide tartozó borvidéki települések még: Bicske, Budajenő, Budakeszi, Csabdi, Páty, Telki és Tök. A hegyközséghez közigazgatási eljárások ellátásában tartozó, nem borvidéki települések: Budakalász, Mány, Óbarok, Perbál, Szár, Tinnye, Újbarok és Zsámbék.[2][3]

- Velencei-tó Körzeti Hegyközség – a borvidék déli része, mely a Velencei-tó környéki, szőlőterülettel rendelkező településeket öleli fel. Legészakabbi települése Pázmánd, a legdélebbi Gárdony; a legnyugatibb települése Pákozd, a legkeletibb Kápolnásnyék. Ide tartozó borvidéki települések még: Nadap, Sukoró és Velence. A hegyközséghez közigazgatási eljárások ellátásában tartozó, nem borvidéki települések: Adony, Baracska, Besnyő, Ercsi, Iváncsa, Kulcs, Pusztaszabolcs, Rácalmás, Ráckeresztúr, Vereb.[4]

### Hegyközségi Tanács
- név: Etyek-Budai Borvidék Hegyközségi Tanácsa
- cím: 2091 Etyek, Alcsúti út 1.
- e-mail cím: []

## Klímája és borai
Évi átlagos hőmérséklete az országos átlagnál kissé alacsonyabb, az évi középhőmérséklet 9,5 – 10,5 °C. A vidéken folyamatos széljárás jellemző, az uralkodó szélirány az észak-nyugati, csapadékellátása (évi 650 mm) megközelíti az országos átlagot. Az adottságok lehetővé teszik a korán szüretelhető pezsgőalapborok készítését. A borok többsége nem túl testes, reduktív, száraz bor.

## Jellemző szőlőfajták
- Chardonnay
- Királyleányka
- Muskotály
- Olaszrizling
- Rajnai rizling
- Sauvignon blanc
- Cabernet franc
- Kékfrankos
- Zweigelt
- Pinot noir

## Ismertebb borai
- Etyeki chardonnay
- Telki királyleányka
- Etyeki muskotály
- Etyeki olaszrizling
- Etyeki rajnai rizling
- Budai sauvignon blanc

## Pincészetei
- 1B3 – Egy Bolond Hármat Csinál Bormanufaktúra
- Agárdi Csóbor Pincészet
- Anonym Pince
- Aprókertek Pincészet
- Budai Családi pince – Tök
- Cifra Pince
- Debreczeni Pincészet
- Etyeki Kúria Borgazdaság
- Fuchs Ujvári Pincészet - Nadap
- Tátrai Pincészet
- Törley Pezsgőpincészet
- Haraszthy Pincészet
- Hernyák Pince
- Juliusvin Családi Borászat – Etyek
- Kattra Pincészet
- Kertész Családi Pincészet
- Kovács Pince – Tök
- Krajcsi Családi Pincészet
- Milcsák Pince
- Nyakas Pince – Tök
- Pinzer Weingut – Mány
- Pósa Mazsolabor
- Pozsonyi Pince
- Reisner Pince – Budajenő
- Rókusfalvy Birtok
- Szent István Korona Pincészet
- Szentesi Pince
- Variszkusz Pince
- Vabrik Pincészet
- Vértes Birtok